# František Krakeš
František Krakeš (* 26. září 1941 Praha) je český pivovarský manažer a dlouholetý funkcionář v profesní organizaci pivovarníků a sladovníků.

## Studia a profesní začátky
Maturoval na Průmyslové škole potravinářské technologie v Podskalské ulici v Praze. Dostal umístěnku nebo místo pracovního zařazení do Českých sladoven a nastoupil 1. srpna 1959 do sladovny v pražské Libni. Zařazen byl do dělnické profese sladovník. Po sloučení České a Moravské sladovny v Obchodní sladovny byl převeden do sladovny v pražské Podbabě. V následujícím roce přešel do sladovny vytážkárny v Brandýse nad Labem.
V roce 1961 nastoupil na základní vojenskou službu. Avšak po dvou měsících dostal modrou knížku a ze zdravotních důvodů se vrátil do civilu. Poté přešel do tehdejších Pražských pivovarů a protože nemohl ze zdravotních důvodů vykonávat mistra ve sladovně, byl zařazen do pivovaru Braník, na funkci normovače. Během působení v branickém pivovaru začal studovat Vysokou školu ekonomickou v Praze, fakultu národohospodářského plánování a v roce 1968 promoval.

## Kariéra
Poté přešel ve smíchovského pivovaru na pozici vedoucího útvaru ekonomiky práce a po dalších osmi byl jmenován ekonomickým náměstkem Pražských pivovarů. Po listopadu 1989 vykonává stejnou práci ve funkci finančního ředitele. Na přelomu let 1991 a 1992 se stal ředitelem pivovaru Měšťan, který v té době sídlil v pražských Holešovicích. Vybral si ke spolupráci sice mladého, ale již tehdy respektovaného pivovarského odborníka Petra Hauskrechta. Po kapitálovém vstupu britského pivovaru Bass do Pražských pivovarů F. Krakeš odešel.
V roce 1994 se stal generálním ředitelem pivovaru Starobrno a od roku 2003 i předsedou představenstva. Za třináct let, kdy stál František Krakeš v jeho čele, bylo vybudováno a instalováno nové chlazení piva, vyměněny nevyhovující staré spilky za CK tanky, instalovány přítlačné tanky, instalována nová linka na stáčírně lahví, nová budova filtrace piva atd. A stejně významné změny postupně probíhaly i v marketingu, v systému prodeje piva atd. Mezi aktivity, které také výrazně napomohly zvyšování prodejů Starobrna byla i rozšířená péče o zákazníka a především výčepní.
Když se poté změnila vlastnická struktura a novým vlastníkem pivovaru se stala nadnárodní společnost Heineken, ponechala ing. Krakeše ve vedení firmy. A také v tomto období se pivovar rozvíjel např. 140 milionovou investicí do nové varny.

## Činnost v profesní organizaci
F. Krakeš dlouhodobě působil v Českém svazu pivovarů a sladoven. Zprvu jako místopředseda a později svaz byl zvolen jeho předsedou. Během jeho působení se podařilo prosadit získání Chráněného zeměpisného označení původu České pivo. Dále byl završen vstup do odborné, profesní instituce pivovarníků Brewers of Europe.

## Pedagogické působení
F. Krakeš pedagogicky působil na Střední průmyslové škole potravinářských technologií v Praze, Podskalské ulici a byl členem doktorandské komise na Masarykově univerzitě v Brně.

## Odchod do penze a založení pivovaru

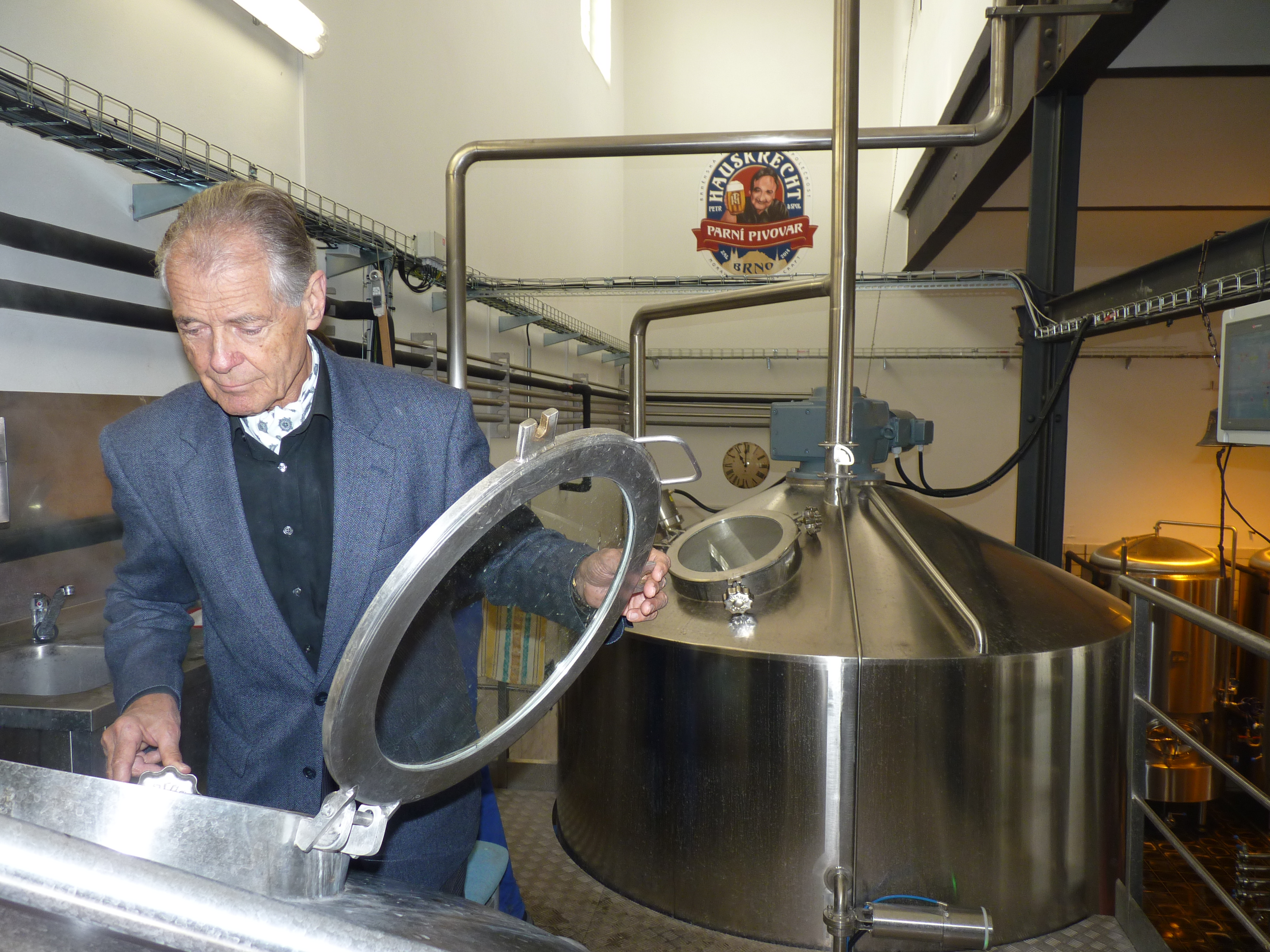
František Krakeš ve varně Parního pivovaru Hauskrecht

Po odchodu do důchodu v roce 2014 zakládá s Petrem Hauskrechtem a dalšími partnery Parní pivovar Hauskrecht v Brně. Pivovar za krátkou dobu na trhu získal nejen řadu ocenění, ale výrazně se zvýšila i jeho produkce.